# M.O.R. (Alabama 3)
M.O.R. è il sesto album in studio del gruppo musicale britannico Alabama 3, pubblicato nel 2007.

## Tracce
1. Check In – 1:21
2. Fly (feat. Devlin Love) – 3:48
3. Lockdown – 4:12
4. Monday Don't Mean Anything (feat. Errol T) – 4:09
5. Amos Moses – 4:51
6. Are You a Souljah? (feat. Nam/Rev. B. Atwell) – 6:07
7. The Klan (feat. Brian Jackson/MC Pablo) – 5:11
8. Hooked – 4:43
9. The Doghouse Chronicles – 2:09
10. The Middle of the Road – 3:32
11. Work It (All Night Long) (feat. The Lenin of Love) – 3:22
12. Way Beyond the Blues – 4:18
13. Holy Blood (feat. The Kings of Kaos) – 5:18
14. Sweet Joy (feat. The Proclaimers/Michael Wojas) – 10:04